# My Sister's Crown
My Sister's Crown è un singolo del gruppo musicale ceco Vesna, pubblicato il 30 gennaio 2023 come primo estratto dal terzo album in studio Muzika Slavica.

## Descrizione
My Sister's Crown è stata scritta dalla cantante principale delle Vesna, Patricie Kaňok Fuxová, insieme alla rapper bulgara Tanita Jankova e alla musicista ucraina Kateryna Vatčenko. Il testo è principalmente in lingua inglese, con il ritornello cantato in ucraino, parte della seconda strofa in bulgaro e altri versi in ceco. Come spiegato dalle componenti del gruppo, la canzone vuole rappresentare la sorellanza fra i popoli slavi.

## Promozione

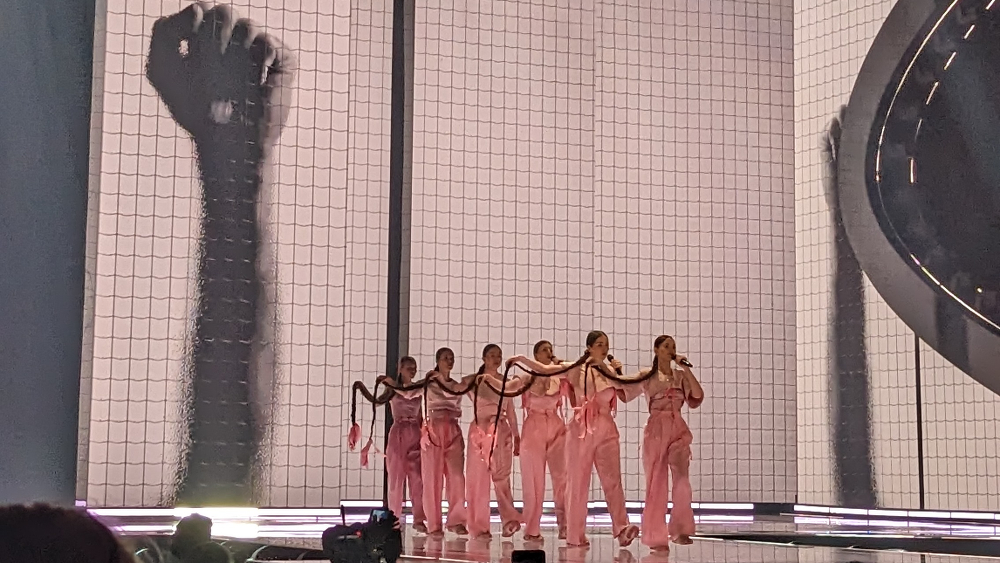
Le Vesna durante l'esecuzione di My Sister's Crown alle semifinali dell'Eurovision Song Contest, 8 maggio 2023

Il 16 gennaio 2023 è stato annunciato che le Vesna avrebbero partecipato a Eurovision Song CZ, il processo di selezione del rappresentante ceco all'Eurovision Song Contest 2023. Il gruppo ha scelto My Sister's Crown come proprio inedito. L'evento si è svolto il successivo 30 gennaio, al termine del quale è stata aperto per una settimana il voto del pubblico, i cui risultati sono stati annunciati il 7 febbraio. Le Vesna hanno ottenuto più della metà delle preferenze, venendo così annunciate vincitrici della competizione e diventando le rappresentanti del proprio paese sul palco eurovisivo a Liverpool. Nel maggio successivo, dopo essersi qualificate dalla prima semifinale, le Vesna si sono esibite nella finale eurovisiva, dove si sono piazzate al 10º posto su 26 partecipanti con 129 punti totalizzati.
Nel 2023, il gruppo ha pubblicato una versione nuova del singolo, sostituendo il ritornello in lingua ucraina con un ritornello in lingua ceca; tale singolo è compreso nell'album Musika Slavica.

## Tracce
Testi e musiche di Patricie Kaňok Fuxová, Tanita Jankova e Kateryna Vatčenko.
Download digitale, streaming
1. My Sister's Crown – 2:56

Download digitale, streaming – versione acustica
1. My Sister's Crown (Acoustic) – 3:56

## Classifiche
| Classifica (2023) | Posizione massima |
| ----------------- | ----------------- |
| Finlandia         | 21                |
| Grecia            | 38                |
| Islanda           | 17                |
| Lituania          | 17                |
| Polonia           | 64                |
| Repubblica Ceca   | 15                |
| Svezia            | 86                |